# Zip2
Zip2는 신문에 도시가이드 소프트웨어를 제공하거나 라이센스를 부여하는 업체였다. 1995년 형제인 일론 머스크와 킴벌 머스크 그리고 그렉 코우리가 캘리포니아주 팰로앨토에서 '글로벌 링크 인포메이션 네트워크'(Global Link Information Network)란 이름으로 설립했다.